# Svi me vole dok me ne upoznaju
Svi me vole dok me ne upoznaju je prvi solo album Ante Perkovića.

## Popis pjesama
1. Postoji plan
2. 0:0 u gostima
3. Djevojka iz mog kraja
4. Žene koje ne postoje
5. Zagrljaj
6. Svi me vole
7. Tetris
8. 33
9. Voda
10. Velika žuta mačka
11. Il y a un plan

## Vanjske poveznice
- Svi vole Antu Perkovića  Arhivirana inačica izvorne stranice od 21. ožujka 2021. (Wayback Machine)